# پاسمبور
پاسمبور (انگلیسی: Pasembur) یک سالاد مالزیایی است که حاوی خیار (رنده شده)، سیب زمینی، توفو، شلغم، جوانه لوبیا، میگو سوخاری، خرچنگ سرخ شده طعم تند، ماهی مرکب سرخ شده یا سایر مواد غذایی دریایی است و با سس فندقی تند و شیرین ارائه می‌شود.
اصطلاح پاسمبور مختص به شبه جزیره مالزی است. این اصطلاح، به ویزه با پنانگ مرتبط است، که می‌توان پاسمبور را در تفرجگاه ساحلی گرنی درایو پیدا کرد. در مناطق دیگر مالزی، به‌طور معمول از نام روجاک مامک استفاده می شود، در سنگاپور به آن روجاک هندی می‌گویند.  